# Leonardo Conti
Leonardo Conti (født 24. august 1900 i Lugano, død 6. oktober 1945 i Nürnberg) var en schweiziskfødt tysk læge og nationalsocialistisk politiker. 
I 1933 blev han medlem af SS og blev udnævnt til preussisk minister af sin ven Hermann Göring. I 1944 blev han udnævnt til SS-Obergruppenführer.
Efter krigen blev han stillet for retten på grund af sin deltagelse i eutanasiprogrammet, men tog sit eget liv den 6. oktober 1945. Han blev derfor aldrig dømt.